# Chiesa di San Martino a Brozzi
La chiesa di San Martino a Brozzi è un luogo di culto cattolico che si trova nel sobborgo di Brozzi, a ovest di Firenze, in via San Martino a Brozzi.

## Storia
Antica pieve romanica, già citata in un documento del 1046, di patronato dei Cattani, dei Filitieri e dei Pilli, fu più volte ristrutturata, specialmente fra il 1880 ed 1894 e dopo l'alluvione del 1966 quando è stato recuperato il vecchio chiostro aprendolo verso la chiesa.

## Descrizione
La facciata, a salienti, presenta ancora, nella parte inferiore, i tre portali rinascimentali, dei quali quello centrale con lunetta, realizzati nel Cinquecento. Al centro della facciata, vi è il rosone circolare chiuso da una vetrata policroma moderna raffigurante la colomba dello Spirito Santo. In posizione più arretrata, la torre campanaria con mattoni a vista, la cui cella campanaria si apre sull'esterno con quattro bifore sorrette da colonnette in pietra.
L'interno della chiesa è a tre navate separato da archi a tutto sesto poggianti su pilastri quadrangolari. Nell'edificio si trovano il fonte battesimale, ricomposto nel 1474 utilizzando lastre marmoree di quello più antico del XII secolo, due tavole del Quattrocento recentemente restaurate ed una tela ad olio di Lorenzo Lippi raffigurante la Santa Maddalena con san Martino (o san Pio V ) in adorazione dell'Eucaristia. Il dipinto devozionale, risalente a poco dopo il 1647, data della sua Crocifissione di San Marco, dalla quale è ripresa la figura della Maddalena, presenta al centro una interessante e precisa veduta della chiesa di San Martino, della canonica e del cimitero. 
La chiesa è sprovvista di abside e il presbiterio è situato nella parte finale della navata centrale; al centro di esso, sopraelevato di due gradini rispetto al resto, si trova l'altare maggiore barocco in marmi policromi mentre, sulla parete fondale, un Crocifisso ligneo della metà del Cinquecento.
A ridosso della parete fondale della chiesa si trova l'organo a canne, costruito intorno al 1939 dalla ditta organaria Balbiani-Vegezzi-Bossi e successivamente modificato.

## Altre immagini

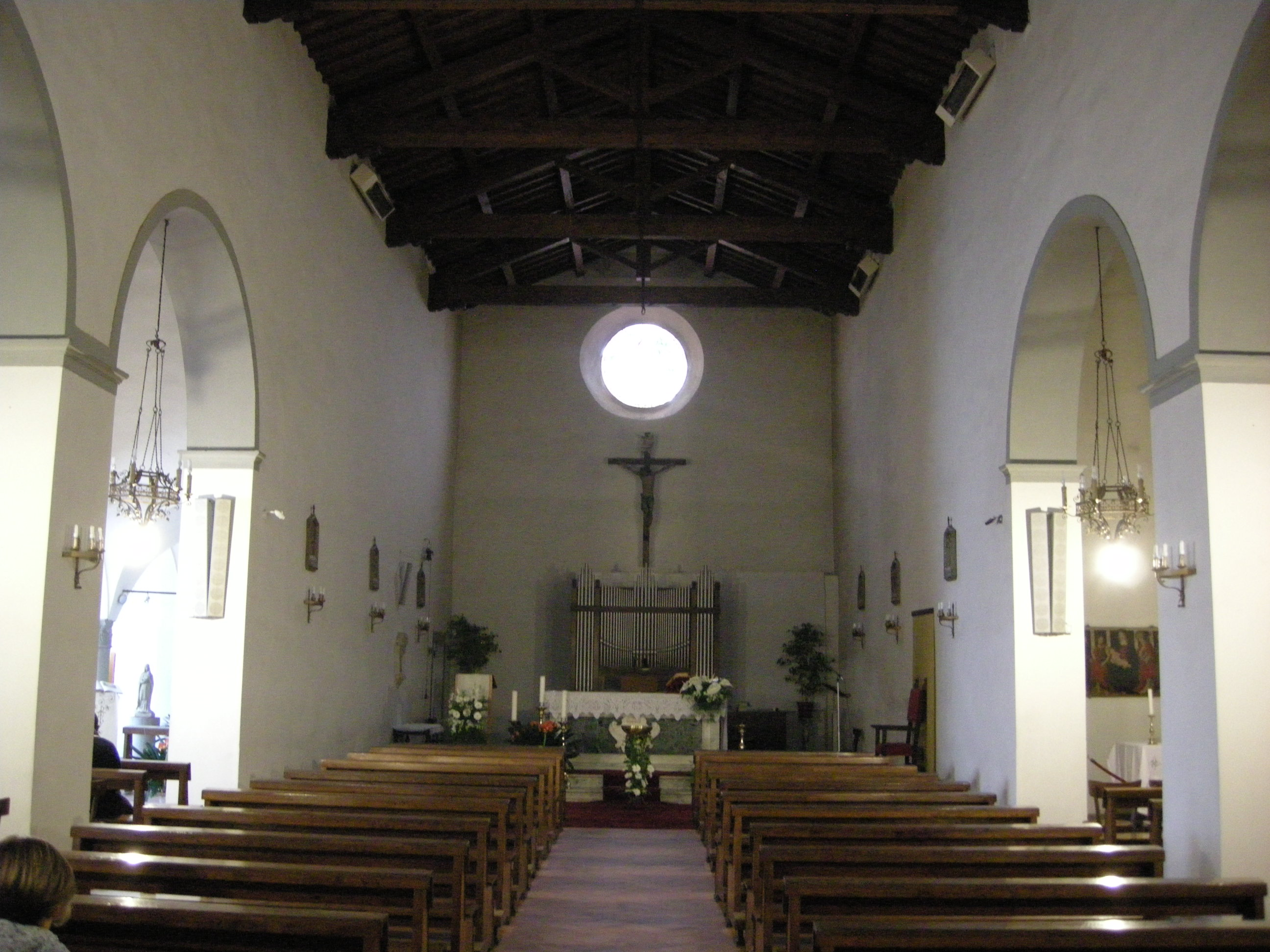
Interno
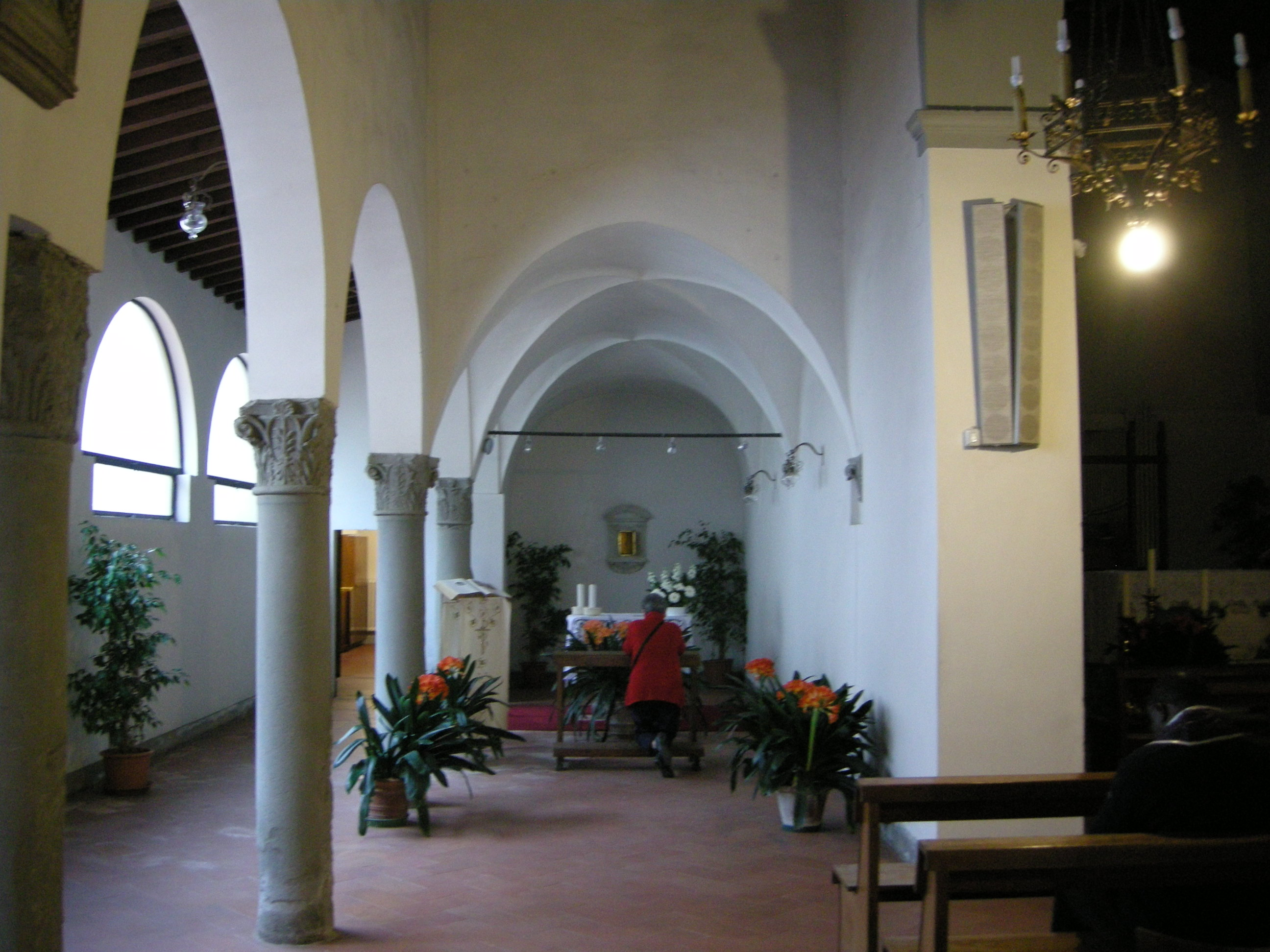
Navatella rinascimentale
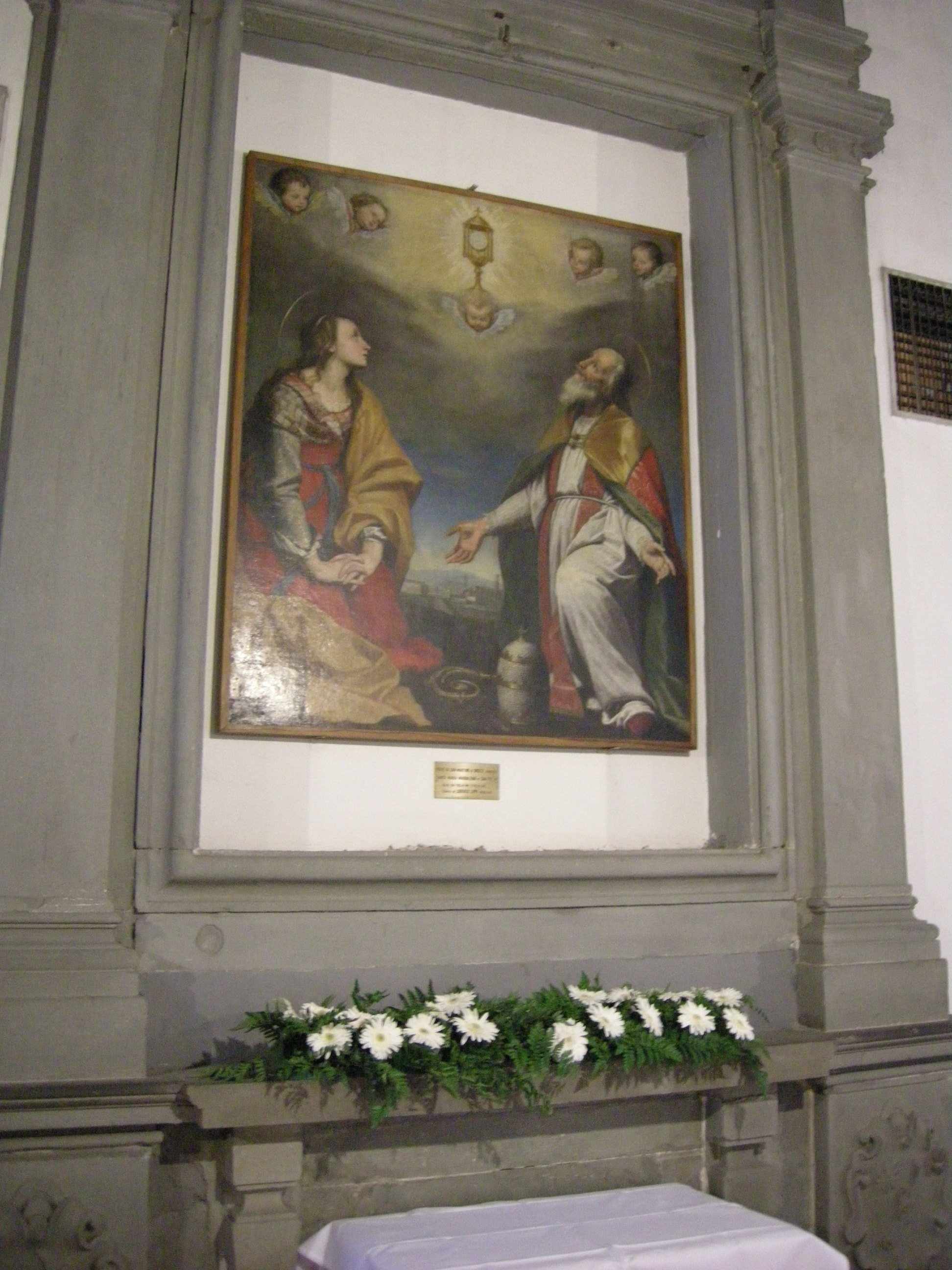
Pala di Lorenzo Lippi
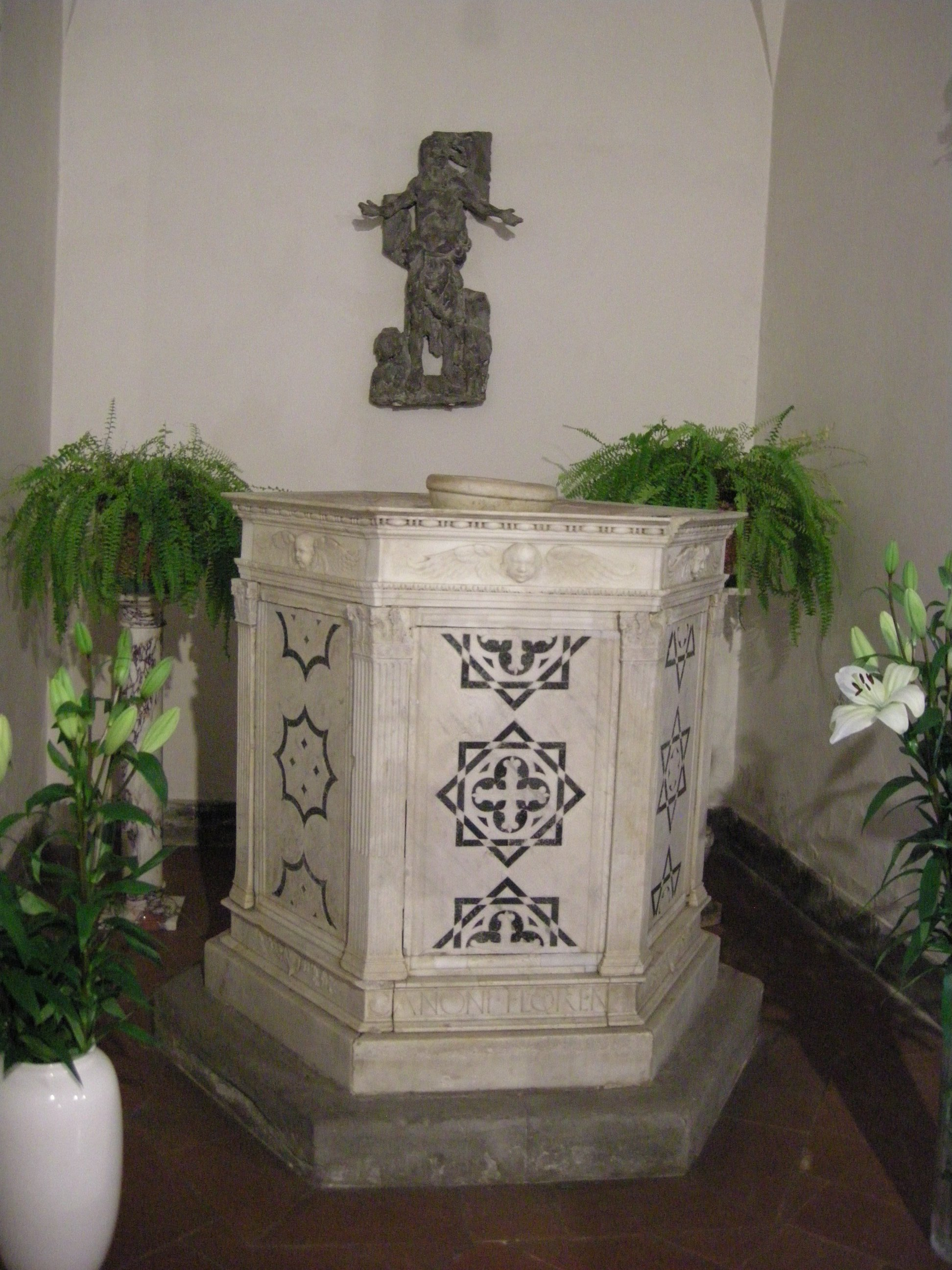
Fonte battesimale